# Xuân Lôi (nhạc sĩ)
Xuân Lôi (17 tháng 10 năm 1917 - 29 tháng 8 năm 2006) là một nhạc sĩ Việt Nam có khả năng chơi 27 loại nhạc cụ. Ông là anh trai của nhạc sĩ Xuân Tiên.

## Cuộc đời
Xuân Lôi tên thật là Phạm Xuân Lôi sinh ngày 17 tháng 10 năm 1917 tại Hà Nội. Cha ông là Phạm Xuân Trang, một nhạc sĩ theo học cổ nhạc với các ban nhạc Trung Quốc và cũng có lập ban nhạc riêng đi trình diễn. Thứ tự những người con gồm Xuân Thư, Xuân Oai, Xuân Lôi, Xuân Tiên, Xuân Khuê và Xuân Tuấn.
Khi còn nhỏ, Xuân Lôi đã nắm vững kỹ thuật nhạc khí Trung Quốc. Buổi trình diễn đầu tiên trước công chúng của ông tại Khai Trí Tiến Đức rất thành công. Năm 10 tuổi, ông học tiếp nhạc lý và nhạc khí phương Tây như: măng cầm, kèn saxophone baritone, kèn saxophone alto, hắc tiêu. Năm 19 tuổi, ông theo cha sang Cao Miên trình diễn và học được cách sử dụng các nhạc khí của đất nước này. Sang 20 tuổi, người cha của Xuân Lôi định cư tại Huế nên ông lại có dịp làm quen với Ca Huế.
Sau đó, ông cùng người em là nhạc sĩ Xuân Tiên lại ra Hà Nội cộng tác với các vũ trường để sinh sống. Cuối năm 1942, anh em Xuân Tiên và Xuân Lôi theo gánh cải lương Tố Như vào Nam Kỳ trình diễn, ở Sài Gòn và lục tỉnh. Nhờ vậy học hỏi thêm nhạc cải lương và các điệu hồ quảng. Sang năm sau, đoàn cải lương Tố Như trở ra Hà Nội, ông rời gánh và năm 1944, hai anh em ông đàn cho các vũ trường Lucky Star, Moulin Rouge, Victory, hotel Spendide, Taverne Royale. Trong thời gian này, ông học thêm vĩ cầm, hạ uy cầm (guitar Hawaii), trống, đàn banjo...
Trong thời gian tản cư khoảng năm 1946, Xuân Lôi và Xuân Tiên lập ban nhạc Lôi Tiên đi diễn lưu động và đàn cho gánh cải lương Bích Hợp.
Từ năm 1949 tới 1950, hai anh em ông lên tận vùng Thái Nguyên nhập vào ban Văn Hoá Vụ với trưởng ban là Hoài Thanh. Cùng chung ban là các văn nghệ sĩ nổi tiếng: Phan Khôi, Tố Hữu, Thế Lữ, Văn Cao, Canh Thân, Tô Vũ, Lê Hoàng Long, Đào Duy Anh, Đoàn Phú Tứ, Nguyễn Tuân, Nguyễn Đình Thi. Tại đây, ông đã ký âm được 14 bản nhạc Chèo cổ và cùng Xuân Tiên cải tiến sáo trúc thành hai loại là 10 lỗ và 13 lỗ có khả năng chơi được nhiều âm giai khác nhau. Người chơi sáo 10 lỗ cần dùng 10 ngón tay và có thể chơi tất cả những bán cung, vì thế sáo không bị giới hạn trong bất cứ âm giai nào. Sáo 13 lỗ dùng để tạo ra những âm thanh thấp hơn khi cần. Hiện hai loại sáo này đang được trưng bày tại Musée de l'Homme, Paris, Pháp.
Năm 1953, ông vào Sài Gòn làm việc cho các vũ trường Kim Sơn, Bồng Lai, Lê Lai, Mỹ Phụng, Văn Cảnh. Rồi lập ban nhạc Hương Xa chuyên đàn nhạc jazz lời Việt, cộng tác với Đài phát thanh Pháp Á, Đài Phát thanh Sài Gòn, Tự Do, Quân Đội.
Năm 1958, nhạc sĩ Xuân Lôi đoạt giải nhất cuộc thi sáng tác nhạc vui tươi toàn quốc với bản “Tiếng hát quê hương” do Bộ trưởng Bộ Thông tin và Thanh niên Việt Nam Cộng hòa Trần Chánh Thành trao tặng. Năm 1961, ông lại đoạt giải nhất qua bài “Bài hát của người tự do” trong cuộc thi sáng tác của Đài Phát thanh Quân đội.
Ông cũng cộng tác với ban Tiếng Tơ Đồng và ban Tuổi Xanh trên Đài Truyền hình Việt Nam, đồng thời điều khiển ban nhạc tại nhà hàng Maxim's của Hoàng Thi Thơ cho tới khi sự kiện 30 tháng 4 năm 1975 xảy ra.
Ngày 2 tháng 11 năm 1987, ông cùng gia đình sang định cư tại Clichy, ngoại ô Pháp.
Tháng 4 năm 1996, ông ra mắt hai quyển sách Tự Học Đàn Tranh (viết năm 1990) và Tuyển Tập Ca Khúc Xuân Lôi.
Ông qua đời ngày 29 tháng 8 năm 2006 tại bệnh viện Avicenne, Pháp.

## Cải tiến, sáng tạo nhạc cụ
Sáo tre vốn dĩ chỉ có sáu lỗ. Năm 1950, Xuân Tiên đã cùng Xuân Lôi cải tiến loại nhạc cụ này thành hai loại là 10 lỗ và 13 lỗ có khả năng chơi được nhiều âm giai khác nhau. Người chơi sáo 10 lỗ cần dùng 10 ngón tay và có thể chơi tất cả những bán cung, vì thế sáo không bị giới hạn trong bất cứ âm giai nào. Sáo 13 lỗ dùng để tạo ra những âm thanh thấp hơn khi cần. Hiện hai loại sáo này đang được trưng bày tại Musée de l'Homme, Paris, Pháp.
Xuân Lôi có sáng chế ra một cây đàn làm từ 39 lon sắt, đặt tên là Xuanloiphone (hay là đàn Xuân Lôi) vào ngày 20 tháng 7 năm 1976. Cây đàn được nhạc sĩ Cao Thanh Tùng chụp hình làm tài liệu và nhạc sĩ Nguyễn Xuân Khoát viết bài giới thiệu trên báo Tin Sáng số ra ngày 17 tháng 10 năm 1979. Trong thời gian ở Pháp, ông làm cây đàn Xuanloiphone thứ hai, hoàn thành vào ngày 31 tháng 12 năm 1991.
Ông cũng sáng chế một loại trống làm bằng nứa chơi 29 nốt gọi là Mélobasse. Tuy nhiên, tới nay đàn vẫn chưa hoàn thiện.

## Danh mục sáng tác
- Ánh sáng miền Nam (Xuân Lôi & Nhật Bằng, 1956)
- Bài hát của người tự do (Xuân Lôi & Y Vân, 1961)
- Chiều bâng khuâng (1947)
- Chiều nắng
- Chồng em lính mới (Xuân Lôi & Lữ Liên, 1957)
- Đàn tiên (Xuân Lôi & Y Vân, 1959)
- Điệp khúc tương phùng (Xuân Lôi & Lữ Liên, 1959)
- Đêm liên hoan (1956)
- Đường chiều (Xuân Lôi & Lữ Liên, 1956)
- Đường nắng (Xuân Lôi & Thy Vân, 1959)
- Gió hiền (Xuân Lôi & Y Vân, 1959)
- Hương Giang mong nhớ (Xuân Lôi & Dương Thiệu Tước, 1955)
- Miền quê êm ấm (Xuân Tiên & Tuấn Vũ, 1961)
- Mừng đón vị cứu tinh (Xuân Lôi & Lữ Liên, 1956)
- Nắng trên đồi (Xuân Lôi & Y Vân, 1960)
- Nhạt nắng (Xuân Lôi & Y Vân, 1955)
- Nhớ quê hương (1955)
- Tầm dương oán khúc (1954)
- Tình cố hương (1947)
- Tiếng đàn (Xuân Lôi & Y Vân, 1959)
- Tiếng hát quê hương (Xuân Lôi & Y Vân, 1958)
- Tiếng hát sông Hương (Xuân Tiên & Thanh Nam, 1957)
- Tình non nước (Xuân Lôi & Thy Vân, 1959)
- Thời gian qua (1955)
- Thương về quê hương (Xuân Lôi & Thy Vân, 1959)
- Trăng hiền (1996)
- Về bến (1955)
- Về làng cũ (Xuân Lôi & Nhật Bằng, 1949)
- Vui ca ra đi (1958)
- Vui say đời (1954)
- Xuân hòa bình (Xuân Lôi & Nhật Bằng, 1955)
- Xuân tưng bừng